# Giuseppe Zecchillo
Giuseppe Zecchillo (San Paolo del Brasile, 18 dicembre 1929 – Milano, 23 novembre 2011) è stato un baritono, pittore e scrittore italiano.

## Biografia
Giuseppe Zecchillo ha ottenuto due diplomi al Conservatorio Giuseppe Verdi di Milano (Pianoforte e Canto, con il Maestro Aureliano Pertile),seguiti da un corso di perfezionamento all’Accademia Chigiana di Siena.
A partire dal 1955 la sua carriera lo porta ad esibirsi nel giro di cinquant'anni nei più prestigiosi teatri lirici del mondo tra cui spicca la Scala di Milano,la quale diventa a tutti gli effetti la sua seconda casa.
Tra i suoi successi alla Scala di Milano si possono enumerare opere fra le più svariate: classiche, settecentesche e d'avanguardia. Il baritono Zecchillo può infatti vantare un repertorio fra i più vasti di oltre 220 opere,che spazia da Monteverdi fino ai contemporanei.
Nel 1963 viene insignito a Cortina dell’Oscar della critica, ottenuto in precedenza solo da Franco Corelli, Renata Tebaldi e Maria Callas.
Tuttavia, la sua predilezione va senza dubbio ai personaggi moderni, i quali, per la loro vicinanza storico-culturale, permettevano da una parte una migliore impersonificazione degli stessi, dall’altra di cantare dando sfogo alle proprie intime aspirazioni e di padroneggiare dunque la scena con pieno convincimento.
Per fronteggiare le depressioni verso cui il teatro lirico è ciclicamente andato incontro, decide di fondare lo SNAAL (Sindacato Nazionale Autonomo Artisti Lirici)
Oltre alla carriera musicale, ha sempre occupato grande spazio nella sua vita la volontà di preservare e diffondere la musica in ogni contesto sociale, con lo scopo di ricostruire la politica teatrale italiana per realizzare infine il sogno di un teatro lirico di Stato.
Numerosi sono i libri o articoli da lui scritti, gli argomenti sono vari e disparati, un grande ruolo è ricoperto dalla discussione sul ruolo sociale dell'artista lirico, nei suoi rapporti fra cultura e teatro.
Noti sono inoltre i saggi sull’arte editi da numerose e varie testate giornalistiche,specializzate e non.
Zecchillo non è solo un artista ma anche un amante dell'arte in tutte le sue forme, egli infatti oltre al canto, che ovviamente occupa un ruolo di primo piano nella sua vita, si interessa di pittura, scultura e poesia.
Delle arti inoltre non è solo un grande amatore e professionista, ma anche un divulgatore e promotore, si dedica infatti alla presentazione e promozione di diversi profili di pittori contemporanei presso lo Studio Zecchillo ex studio Piero Manzoni in Via Fiori Chiari 16.
Una sorta di mecenate dei nostri tempi, visionario e precursore non solo in ambito artistico, ma anche sociale, è l'ambasciatore infatti per tutta la vita di un progetto lungimirante di promozione del centralissimo, oggi, quartiere di Brera, egli è appunto “Storico” sindaco dell’Associazione “Città di Brera”
Fra i più famosi cantanti di fama mondiale con cui Zecchillo ha cantato si possono ricordare Luciano Pavarotti, José Carreras e Placido Domingo.
In occasione del 10ºanniversario dalla sua scomparsa, il Conservatorio Giuseppe Verdi Di Milano gli ha dedicato un premio,che nel 2021 è stato assegnato al soprano Federica Cervasio.

## Repertorio

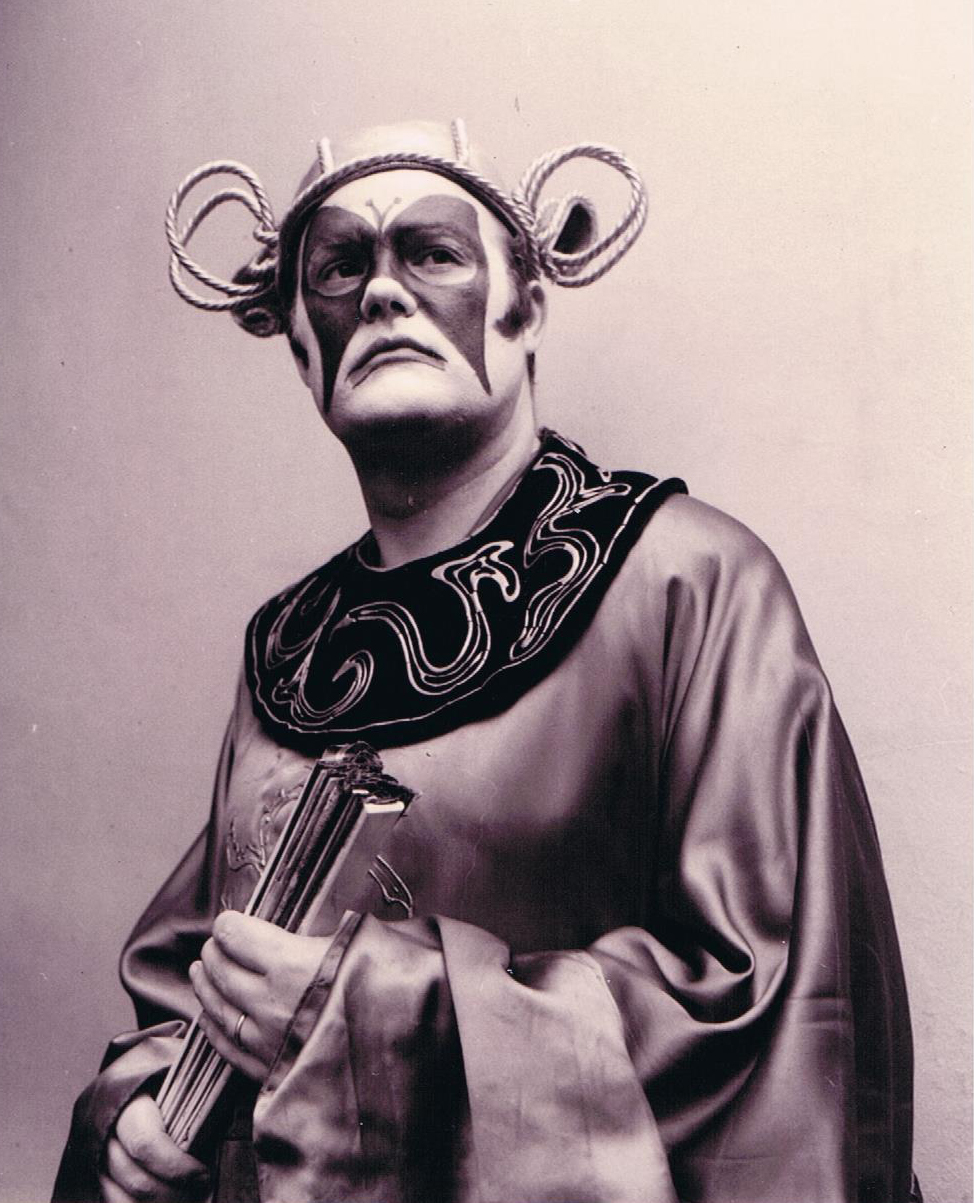
Giuseppe Zecchillo in "Turandot" Ping, Teatro alla Scala, 1968

### Repertorio Operistico presso Teatro alla Scala (Milano)
| Titolo                      | Anno |
| Manon Lescaut               | 1999 |
| Madama Butterfly            | 1996 |
| Tosca                       | 1989 |
| Madama Butterfly            | 1985 |
| Andrea Chénier              | 1985 |
| Il Convitato di Pietra      | 1983 |
| Il Barbiere di Siviglia     | 1983 |
| Chovanschina                | 1981 |
| Tosca                       | 1980 |
| The Rake’s Progress         | 1979 |
| Assassinio nella cattedrale | 1969 |
| Turandot                    | 1968 |
| Da una casa di morti        | 1966 |
| L’Albergo dei poveri        | 1966 |
| Il Buon soldato Svejk       | 1962 |

### Repertorio Operistico presso Gran Teatro La Fenice (Venezia)
| Titolo                                                    | Anno |
| Rigoletto                                                 | 1997 |
| Madama Butterfly                                          | 1996 |
| La Sonnambula                                             | 1995 |
| Boris Godunov                                             | 1994 |
| Tristano e Isotta                                         | 1994 |
| Il cavaliere della rosa                                   | 1993 |
| Fidelio                                                   | 1990 |
| Madama Butterfly                                          | 1989 |
| Il Trovatore                                              | 1982 |
| Il Trovatore                                              | 1980 |
| Otello                                                    | 1979 |
| L'albergo dei poveri                                      | 1974 |
| Volo di notte                                             | 1973 |
| Madama Butterfly                                          | 1972 |
| Madama Butterfly                                          | 1972 |
| L'Italiana in Algeri                                      | 1971 |
| La bohème                                                 | 1970 |
| Don Tartufo Bacchettone                                   | 1970 |
| Rappresentazione e festa di Carnasciale e della Quaresima | 1970 |
| Don Giovanni                                              | 1967 |

Repertorio Operistico presso Teatro dell' Opera di Roma
| Titolo                | Anno     |
| Madama Butterfly      | 2002     |
| Il Trovatore          | 2001     |
| La Traviata           | 2000     |
| Tosca                 | 1998     |
| Turandot              | 1997-98  |
| La Traviata           | 1997-98  |
| La Bohéme             | 1996     |
| Andrea Chénier        | 1996     |
| Madama Butterfly      | 1994-95  |
| Pagliacci             | 1993-94  |
| La Traviata           | 1992-93  |
| Turandot              | 1992-93  |
| La Gioconda           | 1991-92  |
| Tosca                 | 1990-91  |
| Pagliacci             | 1974     |
| Madama Butterfly      | 1974-75  |
| La Bohéme             | 1973-74  |
| La fanciulla del west | 1972     |
| Pagliacci             | 1971-72  |
| La sposa sorteggiata  | 1969- 70 |
| Madama Butterfly      | 1968     |

## Opere

### Romanzi e racconti
- Per un nuovo Teatro, Milano, Edizioni SNAAL, 1972
- La requisitoria è chiusa: dimentichi. Il caso Scala, Milano, Edizioni SNAAL, 1973
- Verità sindacale. Annuario 1972-73, Milano, Edizioni SNAAL, 1973
- Verità sindacale. Annuario 1973-1974, Milano, Edizioni SNAAL, 1974
- Relazione del segretario Nazionale Sindacato Nazionale Autonomo Artisti Lirici, Milano, Edizioni SNAAL, 1975
- Amare il teatro significa anche difenderlo. Annuario 1975/1976, Milano, Edizioni SNAAL, 1976

### Poesie
- Poesie di Giuseppe Zecchillo, Milano, Edizioni SAYO, 1975